# 比斯克區

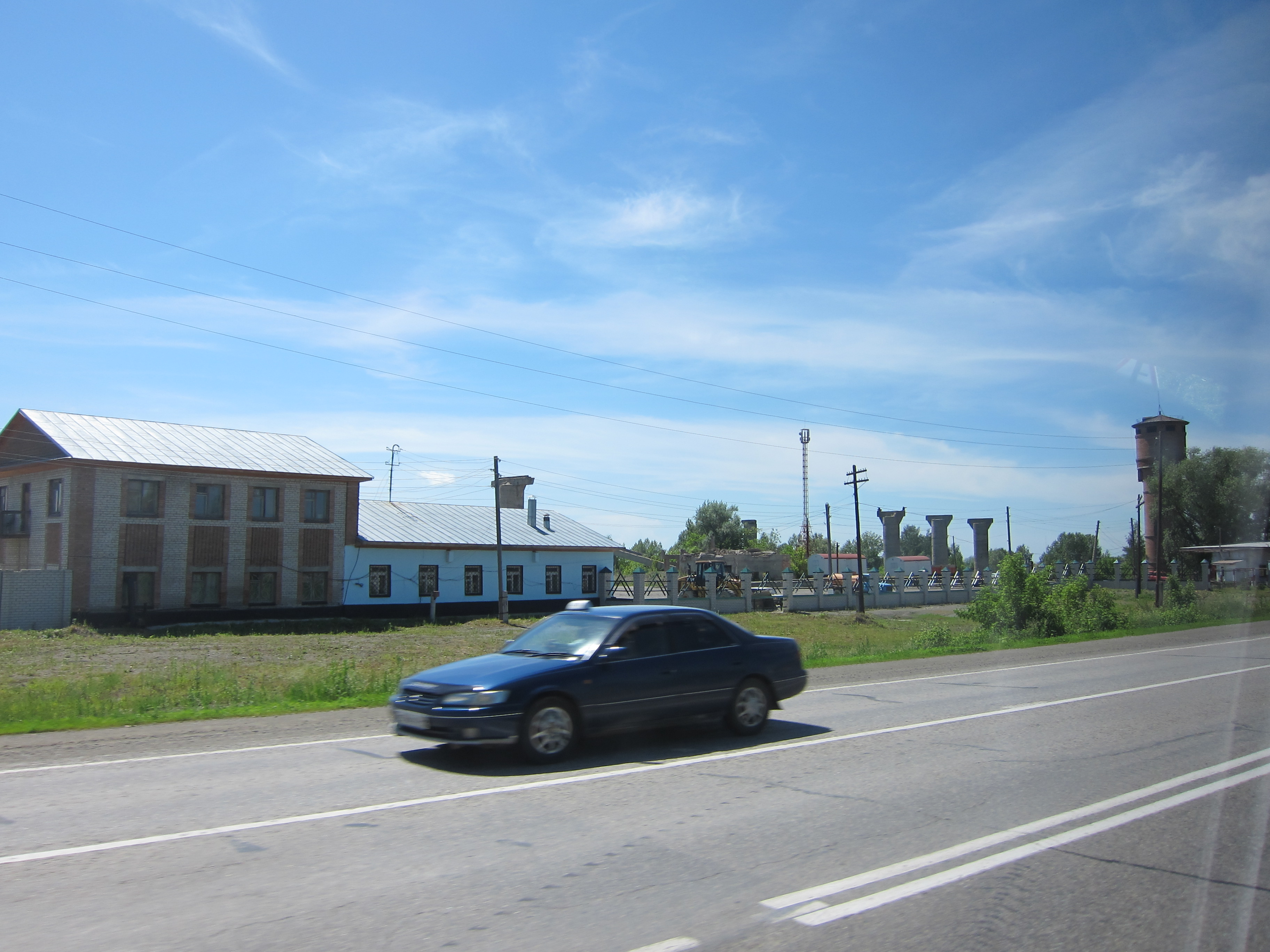

比斯克區（俄语：Бийский район），是俄羅斯的一個區，位於該國南部，由阿爾泰邊疆區負責管轄，行政中心設於比斯克，面積2.17平方公里，2010年人口34,067，人口密度每平方公里15.68人。